# Valdastillas
Valdastillas (extremadurai nyelven Val-d'Estillas) település Spanyolországban, Cáceres tartományban. Valdastillas Casas del Castañar, El Torno, Jarilla, Casas del Monte, Rebollar, Navaconcejo, Piornal és Cabrero községekkel határos. Lakosainak száma 319 fő (2024).

## Népesség
A település népessége az elmúlt években az alábbi módon változott:
| Lakosok száma | 376  | 332  | 368  | 380  | 365  | 335  | 325  | 321  | 312  | 319  |
|               | 2001 | 2004 | 2006 | 2009 | 2011 | 2014 | 2016 | 2019 | 2021 | 2024 |